# Zbigniew Janowicz
Zbigniew Jan Janowicz (ur. 7 października 1921 w Częstochowie zm. 25 października 2011 w Poznaniu) – polski prawnik, profesor zwyczajny Uniwersytetu im. Adama Mickiewicza w Poznaniu.

## Życiorys
Pracownik naukowy Katedry Postępowania Administracyjnego na Wydziale Prawa i Administracji UAM. Znawca procedury administracyjnej, współpracował przy tworzeniu kodeksu postępowania administracyjnego z 1960 roku. Tytuł naukowy profesora nauk prawnych uzyskał w 1982 roku.
Został pochowany na cmentarzu Jeżyckim w Poznaniu (kw. AB, grób 228).

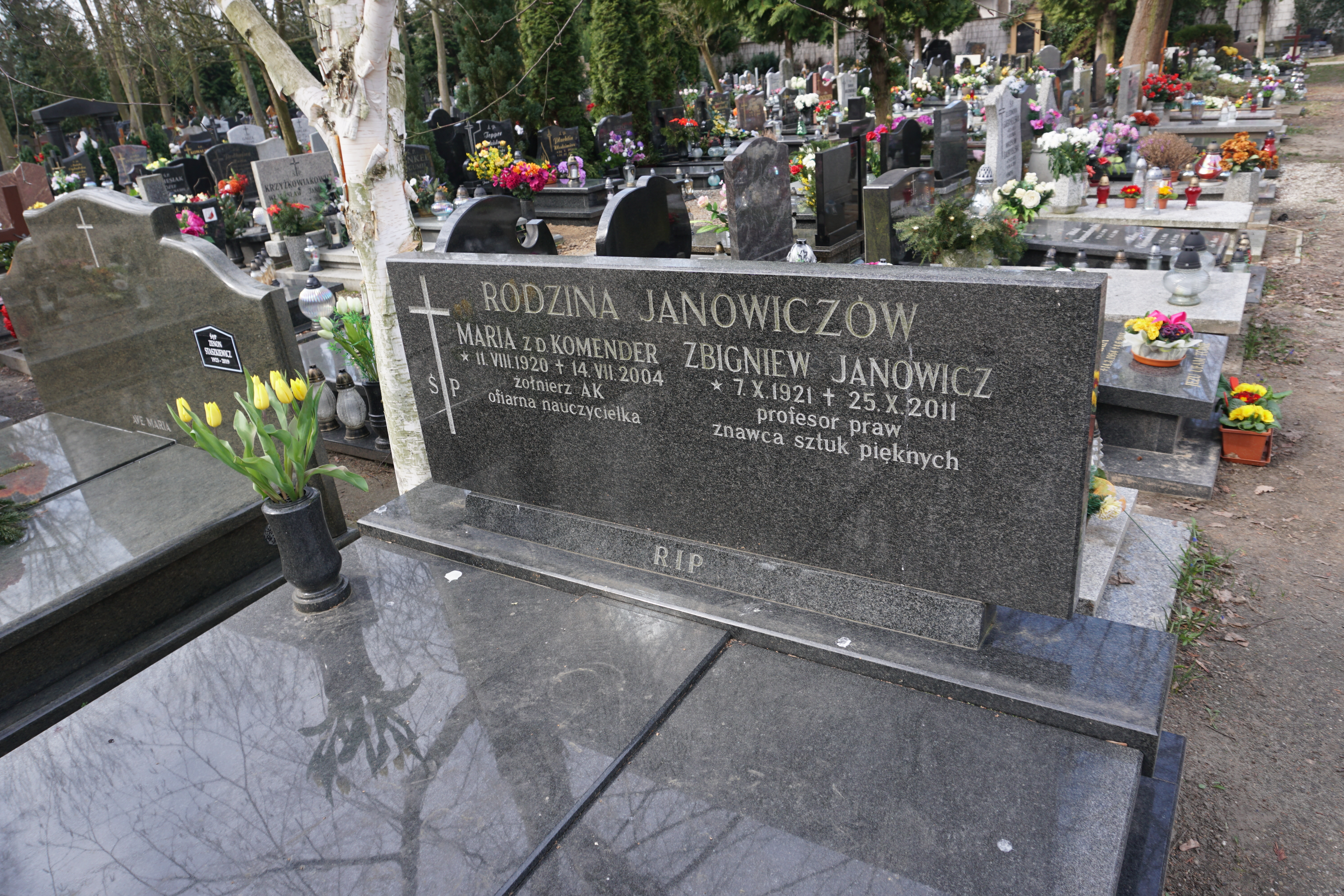
Grób prof. Zbigniewa Janowicza na cmentarzu Jeżyckim w Poznaniu

## Wybrane publikacje
- Głos w dyskusji o reformie sądownictwa administracyjnego, w: red. J. Stelmasiak, J. Niczyporuk, S. Fundowicz, Polski model sądownictwa administracyjnego, Lublin 2003
- Kodeks postępowania administracyjnego. Komentarz, Warszawa 1999 (cztery wydania)
- Nowe prawo procesowe w sferze administracji publicznej, „Ruch Prawniczy, Ekonomiczny i Socjologiczny" 1996, z. 1
- Postępowanie administracyjne i postępowanie przed sądem administracyjnym, Warszawa 1987 (dwa wydania)
- Zagadnienia legislacji administracyjnej, Poznań 1978 (trzy wydania)
- Ogólne postępowanie administracyjne, Warszawa 1978 (dwa wydania)
- Tendencje rozwojowe ustroju administracyjnego Niemieckiej Republiki Federalnej, Poznań 1969
- Ustrój administracyjny ziem polskich wcielonych do Rzeszy Niemieckiej 1939-1945. Tzw. Okręgi Kraju Warty i Gdańska - Prus Zachodnich, Poznań 1951

## Odznaczenia
- Złoty Krzyż Zasługi
- Krzyż Kawalerski Orderu Odrodzenia Polski